# Lumumba, la mort d’un prophète
Pour les articles homonymes, voir Lumumba (homonymie).
Pour plus de détails, voir Fiche technique et Distribution.
Lumumba, La mort du prophète  est un documentaire réalisé en 1990.

## Synopsis
Documentaire de création où biographie et histoire, témoignages et archives constituent la trame d'une réflexion autour de la figure de Patrice Lumumba, sur l'assassinat politique, les médias, la mémoire. Une occasion unique de se pencher, 50 ans plus tard, sur la vie et la légende de Lumumba.

## Fiche technique
- Réalisation : Raoul Peck
- Scénario : Raoul Peck
- Image : Matthias Kälin Philippe Ros
- Son : Eric Vaucher & Martin Witz
- Montage : Aïlo Auguste-Judith Raoul Peck Eva Schlensag
- Production : Velvet Film
- Genre : documentaire
- Durée : 69 minutes
- Année de sortie en France : 1990

## Distinctions
- Festival international du film d'Amiens 1991
- Fespaco (Uagadugú) 1993
- Festival du Réel (París) 1992
- Vues d'Afrique (Montreal) 1992
- Festival international de films de Fribourg 1992